# Конево (Шуменская область)
Конево (болг. Конево) — село в Болгарии. Находится в Шуменской области, входит в общину Вырбица. Население составляет 259 человек.

## Политическая ситуация
В местном кметстве Конево, в состав которого входит Конево, должность кмета (старосты) исполняет Исмаил Хюсеинов Халидов (Движение за права и свободы (ДПС)) по результатам выборов правления кметства.
Кмет (мэр) общины Вырбица — Исмаил Мехмед Мехмед (Движение за права и свободы (ДПС)) по результатам выборов в правление общины.